# 回歸大地 (2022年電視劇)
《回歸大地》（羅馬化：Fah Pieng Din），是一部改編自薩尼·布薩帕克特同名小說的動作愛情片。由帕瓦·帕南卡西里執導，塔那帕特·卡維拉與肯娜苒·翁卡鍾凱領銜主演。2022年7月6日至2022年8月17日，每週三至四晚間8時20分於One 31首播。
此劇是演員肯娜苒·翁卡鍾凱繼2021年離開前東家後接演的首部劇集作品。

## 劇情簡介
Salika（肯娜苒·翁卡鍾凱 飾）是Sarayut中將（汪查納·薩瓦迪 飾）的獨生女兼唯一繼承人，為了奪回其財產，她的生活發生了巨大變化......
Sarayut在與盜匪搏鬥的過程中不幸遇害，他將Salika託付給他的下屬Bunthong（薩魯特·維吉特拉南達 飾） ，並交代Salika要為Sarayutphichai家族的秘密。
當Salika長大後，她注視著Sarayutphichai家發生的種種，是時候奪回屬於她的一切。但Sarayut中將的妹夫Phitak（普塔納·洪馬諾柏 飾）已竄改Sarayut的遺囑，指定Sarayut的養子Thewarat（塔那帕特·卡維拉 飾）為其唯一繼承人。
Salika自父親死後即過著隱姓埋名的生活，為了不被仇人發現她的下落，Bunthong將她改名為Chompoo。幾年後，Salika帶著被鎖住的秘密歸來，她必須竭盡全力揭露並奪回屬於她的一切。

## 演員陣容
註：括號內的演員姓名為小名。

### 主要演員
- 塔那帕特·卡維拉（Film） 飾演 Thewarat Sarayutphichai
- 肯娜苒·翁卡鍾凱（Prang） 飾演 Salika Sarayutphichai／Chompoo

### 其他演員
- 普塔納·洪馬諾柏（Captain） 飾演 Phitak
- 蘇珊娜·雷諾（Suri） 飾演 Reungrong
- 薩天蓬·瓊普普萊（Bee） 飾演 Khru
- 薩賈功·查拉（Pearl） 飾演 Insee
- 娜塔麗卡·塔瑪普雷達南（Namphueng） 飾演 Phikul
- 那·特哈沙丁·那·阿育他亞（Poom） 飾演 Han
- 薩魯特·維吉特拉南達（Big） 飾演 Bunthong
- 阿披南·普拉瑟瓦塔納坤（M） 飾演 Phut
- 皮吉卡·吉塔普塔（Lookwa） 飾演 Rasamee
- 查拉·納·宋卡（Nueng） 飾演 Chat
- 勒維·桑西 飾演 Kudan
- 瓦林通·拉塔納桑（Guichai） 飾演 Moo
- 吉蒂彭·普倫普雷達蓬（Pu） 飾演 Jamrun
- 納塔塞·布特拉塞拉尼（Nut） 飾演 Son

### 客串演員
- 帕寬·薩哈翁（Mali） 飾演 Chompoo／Salika（童年）
- 潘查諾芎·潘桑（Jaokhun） 飾演 Thewarat（童年）
- 溫·薩袞桑普拉帕（Meepooh） 飾演 Thewarat（少年）
- 汪查納·薩瓦迪（Bird） 飾演 Sarayut
- 阿麗莎拉·翁差麗（Fresh） 飾演 Lamduan
- 蘇帕功·甘塔尼（Guitar） 飾演 Insee（少年）

## 製作
此劇於2021年12月17日由The One Enterprise執行長他恭根·威拉萬率領劇組進行開鏡團拜儀式

## 外部連結
- One 31台上的官方网站 （页面存档备份，存于）（泰文）
- 互联网电影数据库（IMDb）上《回歸大地》的资料（英文）
- 豆瓣电影上《回歸大地2022》的資料 （简体中文）
- MyDramaList上的《回歸大地2022》 （页面存档备份，存于）（英文）

## 電視節目的變遷
| 泰國 One 31 星期三至四 20:20－22:20          | 泰國 One 31 星期三至四 20:20－22:20          | 泰國 One 31 星期三至四 20:20－22:20 |
| -------------------------------------------- | -------------------------------------------- | ----------------------------------- |
|                                              | 回歸大地2022 （2022年7月6日－2022年8月17日） |                                     |
| 丘比特的時間 (2022年3月23日－2022年5月18日） | 彩虹 (2022年8月18日－2022年10月13日）        |                                     |

| 新加坡 新传媒U频道 星期六至日 21:00 - 23:00 (两集连播)       | 新加坡 新传媒U频道 星期六至日 21:00 - 23:00 (两集连播)             | 新加坡 新传媒U频道 星期六至日 21:00 - 23:00 (两集连播)             |
| ------------------------------------------------------------ | ------------------------------------------------------------------ | ------------------------------------------------------------------ |
|                                                              | 回歸大地 (2023年8月19日－2023年10月1日）（华语及泰语，双声道)      |                                                                    |
| 天下 （2023年7月1日 - 2023年8月13日） （华语及泰语，双声道） | 天生一对2 （2023年10月28日 - 2024年1月7日） （华语及泰语，双声道） |                                                                    |
| 星期一至五 18:00 - 19:00 (重播)                              |                                                                    |                                                                    |
| 天下 (2024年8月14日-2024年9月20日) (华语及泰语，双声道）     | 回歸大地 （2024年9月23日-2024年10月29日） （华语及泰语，双声道）   | 天生一对2 （2024年10月30日-2024年12月25日） （华语及泰语，双声道） |